# Alejandro Guido
Alejandro Eugenio Guido Pérez (California, Estados Unidos, 22 de marzo de 1994) es un futbolista México-estadounidense que juega como mediocampista y su actual equipo es el FC Cincinnati 2 de la MLS Next Pro.

## Trayectoria

### Los Ángeles FC
En 2019 se convierte en nuevo jugador de Los Angeles Football Club.

### San Diego Loyal SC
Para la temporada 2020 se convierte en nuevo jugador del San Diego Loyal SC.

## Selección nacional

### Categorías inferiores
Participó en el Premundial Sub-17 de 2011 representando a Estados Unidos. Posteriormente estuvo presente en la convocatoria final de la selección estadounidense que jugó la Copa Mundial 2011.

### Selección absoluta
El 20 de mayo de 2018 es incluido en la convocatoria de Estados Unidos para disputar un partido amistoso ante Bolivia. Aunque no llegó a debutar debido a una lesión en la ingle durante el entrenamiento previo al juego.

### Participaciones en selección nacional
| Torneo                            | Categoría | Sede    | Resultado        | Partidos | Goles |
| --------------------------------- | --------- | ------- | ---------------- | -------- | ----- |
| Campeonato de la Concacaf de 2011 | Sub-17    | Jamaica | Campeón          | 3        | 1     |
| Copa Mundial 2011                 | Sub-17    | México  | Octavos de final | 4        | 1     |

## Estadísticas
Actualizado el 25 de junio de 2023.
| Club Tijuana · México                                       | 1.ª                 | 2012-13             | 0   | 0  | 1  | 0 | - | - | 1   | 0  |
| Club Tijuana · México                                       | 1.ª                 | 2013-14             | 2   | 0  | 0  | 0 | - | - | 2   | 0  |
| Club Tijuana · México                                       | 1.ª                 | 2014-15             | 3   | 0  | 9  | 2 | - | - | 12  | 2  |
| Club Tijuana · México                                       | 1.ª                 | 2015-16             | 5   | 0  | 4  | 0 | - | - | 9   | 0  |
| Club Tijuana · México                                       | 1.ª                 | 2016-17             | 0   | 0  | 1  | 0 | - | - | 1   | 0  |
| Club Tijuana · México                                       | 1.ª                 | 2017-18             | 21  | 0  | 6  | 0 | 1 | 0 | 28  | 0  |
| Club Tijuana · México                                       | 1.ª                 | 2018                | 2   | 0  | 2  | 0 | - | - | 4   | 0  |
| Club Tijuana · México                                       | Total               | Total               | 33  | 0  | 23 | 2 | 1 | 0 | 57  | 2  |
| San Diego Loyal SC Estados Unidos                           | 2.ª                 | 2020                | 6   | 2  | -  | - | - | - | 6   | 2  |
| San Diego Loyal SC Estados Unidos                           | 2.ª                 | 2021                | 31  | 6  | -  | - | - | - | 31  | 6  |
| San Diego Loyal SC Estados Unidos                           | 2.ª                 | 2022                | 32  | 5  | 2  | 0 | - | - | 34  | 5  |
| San Diego Loyal SC Estados Unidos                           | 2.ª                 | 2023                | 12  | 1  | -  | - | - | - | 12  | 1  |
| San Diego Loyal SC Estados Unidos                           | Total               | Total               | 80  | 14 | 2  | 0 | 0 | 0 | 82  | 14 |
| Total en su carrera                                         | Total en su carrera | Total en su carrera | 113 | 14 | 25 | 2 | 1 | 0 | 139 | 16 |
| (1) Incluye datos de la Copa MX y Lamar Hunt U.S. Open Cup. |                     |                     |     |    |    |   |   |   |     |    |